# Hälgesta och Höje
Hälgesta och Höje är en av SCB avgränsad och namnsatt småort i Sigtuna kommun i Stockholms län, belägen i den nordvästra delen av kommunen i Haga socken.